# The Solar Power Tour
The Solar Power Tour fue la tercera gira musical de la cantautora neozelandesa Lorde, realizada con el fin de promover su tercer álbum de estudio Solar Power (2021). El recorrido inició el 3 de abril de 2022 en Nashville, Estados Unidos y finalizó el 19 de agosto de 2023 en Portugal, pasando por diversas ciudades en Norteamérica, Sudamérica, Europa y Oceanía.

## Antecedentes y desarrollo
El 21 de junio de 2021, Lorde reveló que con el propósito de promocionar su tercer álbum de estudio Solar Power (2021) se embarcaría en su tercera gira musical titulada The Solar Power Tour, que preveía recorrer diversas ciudades en Oceanía, Norteamérica y Europa. Además explicó que en esta ocasión evitaría presentarse en arenas y recintos de gran capacidad; por el contrario, optaría por lugares más pequeños. Como parte de la gira, la cantante fue elegida para encabezar dos festivales de música: el Electric Avenue Festival en Christchurch (Nueva Zelanda) y el Primavera Sound en Barcelona (España).

## Teloneros e invitados especiales
- Remi Wolf (Telonera en Norteamérica, del 3 de abril al 7 de mayo de 2022)[4]
- Marlon Williams (Telonero en Europa, del 25 de mayo al 28 de junio de 2022)[4]
- Cautious Clay (Invitado especial en México, el 11 y 14 de octubre de 2022)[5]
- Elsa y Elmar (Invitada especial en México, el 11 y 14 de octubre de 2022)[5]

## Repertorio
| 1. «Leader of a New Regime» 2. «Homemade Dynamite» 3. «Buzzcut Season» 4. «Stoned at the Nail Salon» 5. «Fallen Fruit» 6. «The Path» 7. «California» 8. «Ribs» 9. «Hard Feelings» 10. «Dominoes» / «Loveless» / «Liability» 11. «Secrets from a Girl (Who’s Seen It All)» | 1. «Mood Ring» 2. «Sober» 3. «Supercut» 4. «Perfect Places» 5. «Solar Power» 6. «Green Light» 7. «Oceanic Feeling» Encore 1. «Royals» 2. «Hold No Grudge» |

Fuente: Rolling Stone.

## Fechas de la gira y recaudación
| Norteamérica — Etapa I   |                  |                |                                    |                           |            |
| 3 de abril de 2022       | Nashville        | Estados Unidos | Opry House                         | 4,255 / 4,255             | $414,784   |
| 5 de abril de 2022       | Detroit          | Estados Unidos | Masonic Temple Theatre             | —                         | —          |
| 7 de abril de 2022       | Montreal         | Canadá         | Sala Wilfrid Pelletier             | 2,881 / 2,919             | $224,032   |
| 8 de abril de 2022       | Toronto          | Canadá         | Meridian Hall                      | —                         | —          |
| 9 de abril de 2022       | Toronto          | Canadá         | Meridian Hall                      | —                         | —          |
| 12 de abril de 2022      | Boston           | Estados Unidos | Boch Center                        | —                         | —          |
| 13 de abril de 2022      | Boston           | Estados Unidos | Boch Center                        | —                         | —          |
| 18 de abril de 2022      | Nueva York       | Estados Unidos | Radio City Music Hall              | 11,776 / 11,776 (2 shows) | $1,114,775 |
| 19 de abril de 2022      | Nueva York       | Estados Unidos | Radio City Music Hall              | —                         | —          |
| 20 de abril de 2022      | Filadelfia       | Estados Unidos | The Met                            | —                         | —          |
| 22 de abril de 2022      | Chicago          | Estados Unidos | Chicago Theatre                    | 7,086 / 7,086 (2 shows)   | $747,172   |
| 23 de abril de 2022      | Chicago          | Estados Unidos | Chicago Theatre                    | —                         | —          |
| 25 de abril de 2022      | Mineápolis       | Estados Unidos | The Armory                         | —                         | —          |
| 27 de abril de 2022      | Denver           | Estados Unidos | The Mission Ballroom               | —                         | —          |
| 30 de abril de 2022      | Seattle          | Estados Unidos | WaMu Theater                       | —                         | —          |
| 1 de mayo de 2022        | Portland         | Estados Unidos | Theater of the Clouds              | —                         | —          |
| 3 de mayo de 2021        | San Francisco    | Estados Unidos | Bill Graham Civic Auditorium       | 8,678 / 8,678             | $737,630   |
| 5 de mayo de 2021        | Los Ángeles      | Estados Unidos | Shrine Auditorium                  | —                         | —          |
| 6 de mayo de 2021        | Los Ángeles      | Estados Unidos | Shrine Auditorium                  | —                         | —          |
| 7 de mayo de 2022        | Santa Bárbara    | Estados Unidos | Santa Barbara Bowl                 | —                         | —          |
| Europa — Etapa II        |                  |                |                                    |                           |            |
| 25 de mayo de 2022       | Leeds            | Reino Unido    | O2 Academy                         | 2,300 / 2,300             | $142,450   |
| 26 de mayo de 2022       | Edimburgo        | Reino Unido    | Usher Hall                         | 2,841 / 2,841             | $135,795   |
| 28 de mayo de 2022       | Mánchester       | Reino Unido    | O2 Victoria Warehouse              | 3,500 / 3,500             | $165,706   |
| 30 de mayo de 2022       | Birmingham       | Reino Unido    | O2 Academy                         | 3,009 / 3,009             | $142,450   |
| 1 de junio de 2022       | Londres          | Reino Unido    | Roundhouse                         | 8,333 / 8,820 (3 shows)   | $443,970   |
| 2 de junio de 2022       | Londres          | Reino Unido    | Roundhouse                         | —                         | —          |
| 3 de junio de 2022       | Londres          | Reino Unido    | Roundhouse                         | —                         | —          |
| 5 de junio de 2022       | Dublín           | Irlanda        | Museo Irlandés de Arte Moderno     | —                         | —          |
| 7 de junio de 2022       | París            | Francia        | Casino de París                    | —                         | —          |
| 8 de junio de 2022       | Ámsterdam        | Países Bajos   | AFAS Live                          | —                         | —          |
| 10 de junio de 2022      | Barcelona        | España         | Parque del Fórum                   | —                         | —          |
| 13 de junio de 2022      | Zúrich           | Suiza          | Halle 622                          | —                         | —          |
| 14 de junio de 2022      | Múnich           | Alemania       | Zenith                             | —                         | —          |
| 16 de junio de 2022      | Roma             | Italia         | Cavea Auditorio Parco della Musica | —                         | —          |
| 17 de junio de 2022      | Verona           | Italia         | Castello di Villafranca            | —                         | —          |
| 18 de junio de 2022      | Šibenik          | Croacia        | Saint Mihovil Fortress             | —                         | —          |
| 19 de junio de 2022      | Šibenik          | Croacia        | Saint Mihovil Fortress             | —                         | —          |
| 21 de junio de 2022      | Colonia          | Alemania       | Open Air am Tanzbrunnen            | —                         | —          |
| 23 de junio de 2022      | Berlín           | Alemania       | Verti Music Hall                   | —                         | —          |
| 28 de junio de 2022      | Londres          | Reino Unido    | Alexandra Palace                   | —                         | —          |
| 1 de julio de 2022       | Oslo             | Noruega        | Sentrum Scene                      | —                         | —          |
| 3 de julio de 2022       | Estocolmo        | Suecia         | Gärdet                             | —                         | —          |
| Norteamérica — Etapa III |                  |                |                                    |                           |            |
| 25 de agosto de 2022     | Uncasville       | Estados Unidos | Mohegan Sun Arena                  | —                         | —          |
| 27 de agosto de 2022     | Columbus         | Estados Unidos | The Lawn at CAS                    | —                         | —          |
| 29 de agosto de 2022     | Washington D. C. | Estados Unidos | The Anthem                         | —                         | —          |
| 16 de septiembre de 2022 | Los Ángeles      | Estados Unidos | LA State Historic Park             | —                         | —          |
| 17 de septiembre de 2022 | Las Vegas        | Estados Unidos | Downtown Las Vegas                 | —                         | —          |
| 1 de octubre de 2022     | Columbia         | Estados Unidos | Merriweather Post Pavilion         | —                         | —          |
| 11 de octubre de 2022    | Ciudad de México | México         | Pepsi Center WTC                   | —                         | —          |
| 12 de octubre de 2022    | Ciudad de México | México         | Pepsi Center WTC                   | —                         | —          |
| 14 de octubre de 2022    | Guadalajara      | México         | Auditorio Telmex                   | —                         | —          |
| 15 de octubre de 2022    | Monterrey        | México         | Parque Fundidora                   | —                         | —          |
| Sudamérica — Etapa IV    |                  |                |                                    |                           |            |
| 6 de noviembre de 2022   | São Paulo        | Brasil         | Distrito Anhembi                   | —                         | —          |
| 12 de noviembre de 2022  | Santiago         | Chile          | Parque Bicentenario                | —                         | —          |
| 13 de noviembre de 2022  | Buenos Aires     | Argentina      | Parque de los Niños                | —                         | —          |
| Oceanía — Etapa V        |                  |                |                                    |                           |            |
| 21 de febrero de 2023    | Lower Hutt       | Nueva Zelanda  | Days Bay                           | —                         | —          |
| 22 de febrero de 2023    | Lower Hutt       | Nueva Zelanda  | Days Bay                           | —                         | —          |
| 25 de febrero de 2023    | Christchurch     | Nueva Zelanda  | Hagley Park                        | —                         | —          |
| 27 de febrero de 2023    | Upper Moutere    | Nueva Zelanda  | Neuforf Vineyards                  | —                         | —          |
| 1 de marzo de 2023       | Hastings         | Nueva Zelanda  | Black Barn Vineyards               | —                         | —          |
| 3 de marzo de 2023       | Nueva Plymouth   | Nueva Zelanda  | Bowl of Brooklands                 | —                         | —          |
| 4 de marzo de 2023       | Auckland         | Nueva Zelanda  | Outerfields                        | —                         | —          |
| 7 de marzo de 2023       | Brisbane         | Australia      | Riverstage                         | —                         | —          |
| 8 de marzo de 2023       | Brisbane         | Australia      | Riverstage                         | —                         | —          |
| 10 de marzo de 2023      | Melbourne        | Australia      | Sidney Myer Music Bowl             | —                         | —          |
| 11 de marzo de 2023      | Melbourne        | Australia      | Sidney Myer Music Bowl             | —                         | —          |
| 13 de marzo de 2023      | Sídney           | Australia      | Aware Super Theatre                | —                         | —          |
| 14 de marzo de 2023      | Sídney           | Australia      | Aware Super Theatre                | —                         | —          |
| 17 de marzo de 2023      | Perth            | Australia      | Belvoir Amphitheater               | —                         | —          |
| 18 de marzo de 2023      | Perth            | Australia      | Belvoir Amphitheater               | —                         | —          |
| 20 de abril de 2023      | Hastings         | Nueva Zelanda  | Black Barn Amphitheatre            |                           |            |
| 21 de abril de 2023      | Hastings         | Nueva Zelanda  | Black Barn Amphitheatre            |                           |            |
| Europa – Etapa VI        |                  |                |                                    |                           |            |
| 6 de agosto de 2023      | Portlaw          | Irlanda        | All Together Now Festival          |                           |            |
| 9 de agosto de 2023      | Oslo             | Noruega        | Øyafestivalen 2023                 |                           |            |
| 11 de agosto de 2023     | Newquay          | Reino Unido    | Boardmasters Festival              |                           |            |
| 12 de agosto de 2023     | Helsinki         | Finlandia      | Flow Festival                      |                           |            |
| 14 de agosto de 2023     | Budapest         | Hungría        | Sziget Festival                    |                           |            |
| 19 de agosto de 2023     | Paredes de Coura | Portugal       | Praia do Taboão                    |                           |            |

### Conciertos reprogramados
| Fecha                 | Ciudad         | País          | Lugar                  | Motivo                                                         |
| --------------------- | -------------- | ------------- | ---------------------- | -------------------------------------------------------------- |
| 26 de febrero de 2022 | Christchurch   | Nueva Zelanda | Hagley Park            | Reprogramados para el 2023 a causa de la pandemia de COVID-19. |
| 27 de febrero de 2022 | Upper Moutere  | Nueva Zelanda | Neuforf Vineyards      | Reprogramados para el 2023 a causa de la pandemia de COVID-19. |
| 1 de marzo de 2022    | Lower Hutt     | Nueva Zelanda | Days Bay               | Reprogramados para el 2023 a causa de la pandemia de COVID-19. |
| 2 de marzo de 2022    | Hastings       | Nueva Zelanda | Black Barn Vineyards   | Reprogramados para el 2023 a causa de la pandemia de COVID-19. |
| 4 de marzo de 2022    | Nueva Plymouth | Nueva Zelanda | Bowl of Brooklands     | Reprogramados para el 2023 a causa de la pandemia de COVID-19. |
| 5 de marzo de 2022    | Auckland       | Nueva Zelanda | Outerfields            | Reprogramados para el 2023 a causa de la pandemia de COVID-19. |
| 10 de marzo de 2022   | Brisbane       | Australia     | Riverstage             | Reprogramados para el 2023 a causa de la pandemia de COVID-19. |
| 12 de marzo de 2022   | Melbourne      | Australia     | Sidney Myer Music Bowl | Reprogramados para el 2023 a causa de la pandemia de COVID-19. |
| 13 de marzo de 2022   | Melbourne      | Australia     | Sidney Myer Music Bowl | Reprogramados para el 2023 a causa de la pandemia de COVID-19. |
| 15 de marzo de 2022   | Sídney         | Australia     | Aware Super Theatre    | Reprogramados para el 2023 a causa de la pandemia de COVID-19. |
| 16 de marzo de 2022   | Sídney         | Australia     | Aware Super Theatre    | Reprogramados para el 2023 a causa de la pandemia de COVID-19. |
| 19 de marzo de 2022   | Perth          | Australia     | Belvoir Amphitheater   | Reprogramados para el 2023 a causa de la pandemia de COVID-19. |